# Patrick Norris
Patrick Norris é um diretor de televisão estadunidense. Ficou conhecido por Chuck, Friday Night Lights, Gossip Girl, The Vampire Diaries, Hidden Palms, Related, Bones, North Shore, The Division, The O.C., Boston Public, Star Trek: Enterprise, The Twilight Zone, American Dreams, Roswell, V.I.P., Once and Again, Jack & Jill, Xena: Warrior Princess, Wasteland, Cupid, The Net, Dawson's Creek, The Visitor, Relativity, Malibu Shores, Second Noah, The Marshal, My So-Called Life, Chicago Hope e Party of Five.
Em 1989 e 1991, Norris ganhou dois prêmios Emmy por seu trabalho em Thirtysomething.